# Białka ostrej fazy
Białka ostrej fazy – grupa białek surowicy krwi syntetyzowanych przez wątrobę, których stężenie we krwi zmienia się w wyniku odpowiedzi na proces zapalny. Jest to tzw. odpowiedź ostrej fazy. W przebiegu procesów zapalnych komórki zapalne (głównie neutrofile i makrofagi) uwalniają mediatory stanu zapalnego, w tym interleukiny IL-1, IL-6, IL-8 i TNF-α, co prowadzi do wzrostu syntezy pewnych białek oraz spadku produkcji innych. W związku z tym białka ostrej fazy dzieli się na pozytywne i negatywne.
- pozytywne białka ostrej fazy – te, których stężenie wzrasta w ostrej fazie:
  - białko C-reaktywne (CRP)
  - α1-antytrypsyna
  - α1-antychymotrypsyna
  - kwaśna α1-glikoproteina
  - haptoglobina
  - hepcydyna
  - ceruloplazmina
  - plazminogen
  - fibrynogen (w osoczu)
  - prokalcytonina (PCT)
  - ferrytyna
  - surowiczy amyloid A (SAA)[1]
  - surowiczy amyloid P (SAP)[1]
  - składowa C3 dopełniacza
  - składowa C4 dopełniacza

- ujemne białka ostrej fazy – pozostałe białka, te, których stężenie spada podczas infekcji:
  - albuminy
  - prealbuminy
  - transferryna
  - antytrombina

## Znaczenie kliniczne
Białka ostrej fazy, szczególnie CRP, są markerem stanu zapalnego. Ich stężenie koreluje z OB.